# Schok (economie)
In de economie is een schok een onverwachte of onvoorspelbare gebeurtenis die een economie ofwel positief ofwel negatief beïnvloedt. Technisch gezien verwijst een schok naar een onvoorspelbare verandering in exogene factoren (dat wil zeggen factoren die onverklaard zijn door de economie) die een invloed kunnen hebben op endogene economische variabelen.
De reactie van economische variabelen, zoals output en werk, op het moment van de schok en de daaropvolgende tijd, wordt een impulsresponsefunctie genoemd.

## Soorten schokken
Als de schok het gevolg is van een beperkt aanbod wordt het wel een aanbodschok genoemd. Een aanbodschok resulteert meestal in prijsstijgingen voor een bepaald product. Een technologieschok is het soort schok als gevolg van een technologische ontwikkeling die invloed heeft op de productiviteit.

## Voetnoten
1. ↑  Helmut Lütkepohl (2008), 'Impulse response function'. The New Palgrave Dictionary of Economics 2e. uitg.